# Groot-Duitse richting

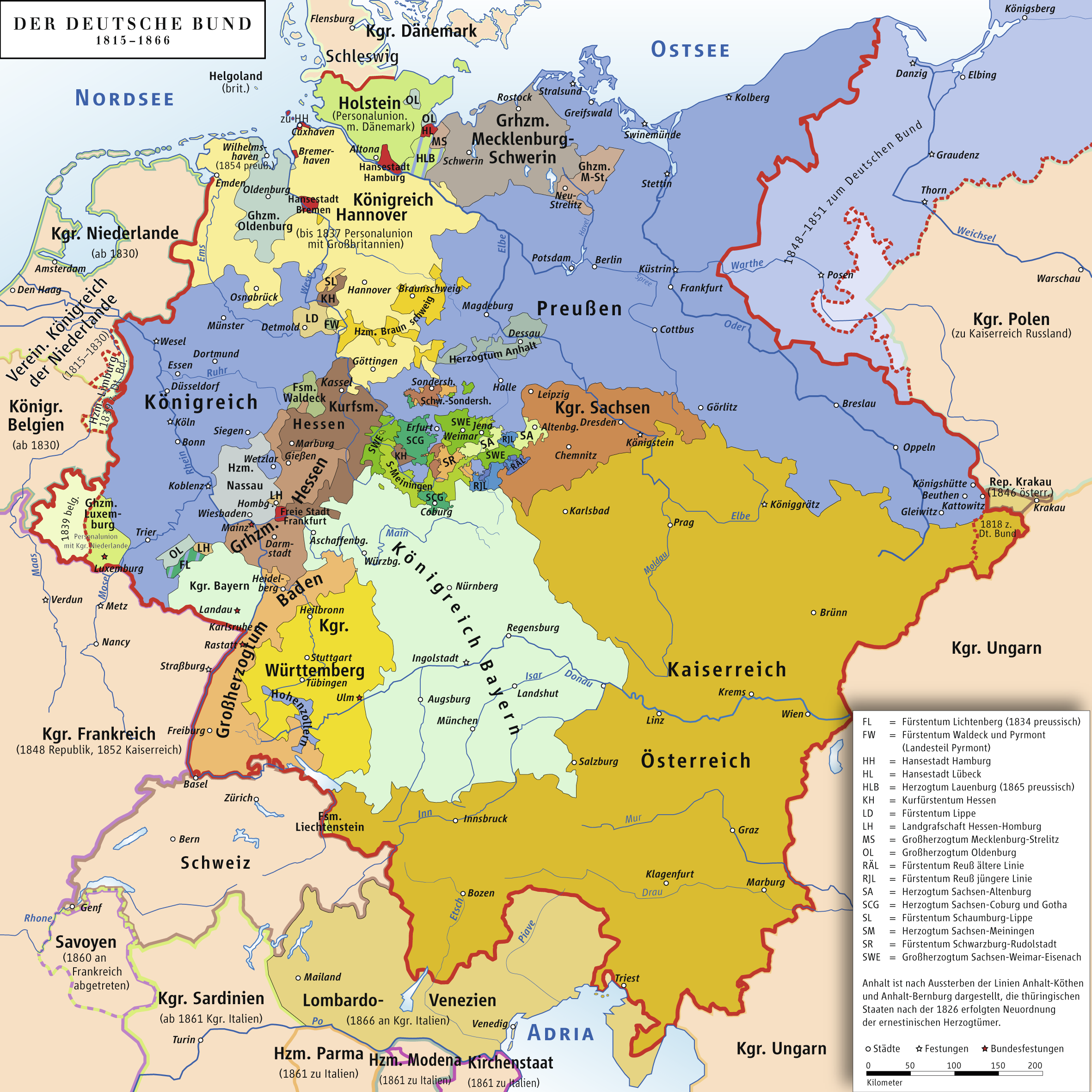
De Duitse Bond 1815-66, met Oostenrijk in oranje

De Groot-Duitse richting was het streven om alle Duitstalige landen in Midden-Europa te verenigen onder één leidend land.
Het idee is opgekomen in de 19e eeuw, toen na het revolutiejaar 1848 erover gediscussieerd werd of een sterke Duitse staat uit alle Duitstalige gebieden inclusief de door de Duitse staten gecontroleerde niet-Duitstalige gebieden moest bestaan (de groot-Duitse oplossing) of uit voornamelijk door alleen Duitstaligen bewoonde gebieden (de klein-Duitse oplossing). De stevige rivaliteit tussen de grootmachten Pruisen en Oostenrijk maakte een groot-Duitse oplossing onmogelijk. Een bijkomend probleem was dat Oostenrijk over vele niet-Duitstalige gebieden heerste, die niet tot een zuiver 'Duitse' volksstaat konden behoren. 

## 19e eeuw
Het Heilige Roomse Rijk was in zekere zin Groot-Duits omdat het zowel Oostenrijk als delen van Pruisen omvatte, maar het rijk had geen sterk centraal bestuur en werd bovendien in 1806 onder druk van Napoleon Bonaparte opgeheven. Na de definitieve val van Napoleon in 1814 ontstond onder liberalen en nationalisten het verlangen naar een democratisch, maar wel sterk centraal bestuur voor alle Duitsers. Dit werd vooral ingegeven door de tijdens de napoleontische oorlogen verspreidde nationalistische- en vrijheids-idealen van de Franse Revolutie. Het Congres van Wenen stelde nationalisten en liberalen evenwel zwaar teleur. Er werd geen sterke Duitse nationaalstaat opgericht, maar integendeel een opvolger van het heilig Roomse Rijk: de Duitse Bond.
Hoewel de vorsten, hertogen en stadsraden in de Duitse landen vreesden voor hun machtspositie, groeide het besef dat het door Napoleon vernederde Duitsland enkel door een krachtiger en meer eensgezind optreden zich zou kunnen handhaven tegenover aartsrivaal Frankrijk en andere Europese grootmachten als Groot-Brittannië en Rusland. Deze nieuwe Duitse eenheidsstaat zou dan een soort hernieuwd en gemoderniseerd Heilige Roomse Rijk moeten worden met globaal dezelfde grenzen. Hierover waren de meeste voorstanders van Duitse eenheid het eens maar wie dan het leidende land moest zijn daarover waren de meningen verdeeld. Traditioneel was eeuwenlang Oostenrijk het belangrijkste en dus leidende land geweest. De Groot-Duitse gedachte wilde deze situatie weer herstellen: alle Duitstalige landen verenigd onder Oostenrijkse leiding. Maar sinds de 18e eeuw was Pruisen sterk in opkomst gekomen en probeerde Oostenrijk deze traditionele leidende rol te ontnemen.
In de 19e eeuw, na de Napoleontische tijd, was vooral de Pruisische eerste minister Bismarck hiervan een voorstander. Oostenrijk, dat zich hiertegen natuurlijk verzette, zou daarom volgens Bismarcks visie buitengesloten moeten worden. Dit werd de Klein-Duitse richting genoemd: alle Duitse landen verenigd onder Pruisen maar met uitsluiting van Oostenrijk. 
In de nasleep van het Europese revolutiejaar 1848 werd door de revolutionairen van het Frankfurter Parlement besloten, in 1849, voor een klein-Duitse oplossing, waarin het nieuwe Duitsland uit Pruisen, de overige Noord-Duitse en de meeste Zuid-Duitse staten moest bestaan, maar zonder Oostenrijk. Dit leek hen realistischer, gezien de rivaliteit tussen Pruisen en Oostenrijk. De koning van Pruisen wees niettemin hun voorstel voor een Duits keizerrijk onder Pruisische leiding af: hij was van mening dat hij de keizerskroon alleen uit handen van de Duitse vorsten kon ontvangen, zoals ten tijde van het Heilige Roomse Rijk, en niet uit handen van een volksvertegenwoordiging. Daarop werd de Duitse Bond onder Oostenrijkse leiding weer hersteld.
De Klein-Duitse richting won het pleit alsnog toen Oostenrijk in 1866 de Pruisisch-Oostenrijkse Oorlog verloor en tevens zijn vooraanstaande positie in de Duitse landen. Op initiatief van Bismarck werd in 1871 het onder Pruisische leiding staande Duitse Keizerrijk uitgeroepen waarvan Oostenrijk geen deel uitmaakte.

## 20e eeuw

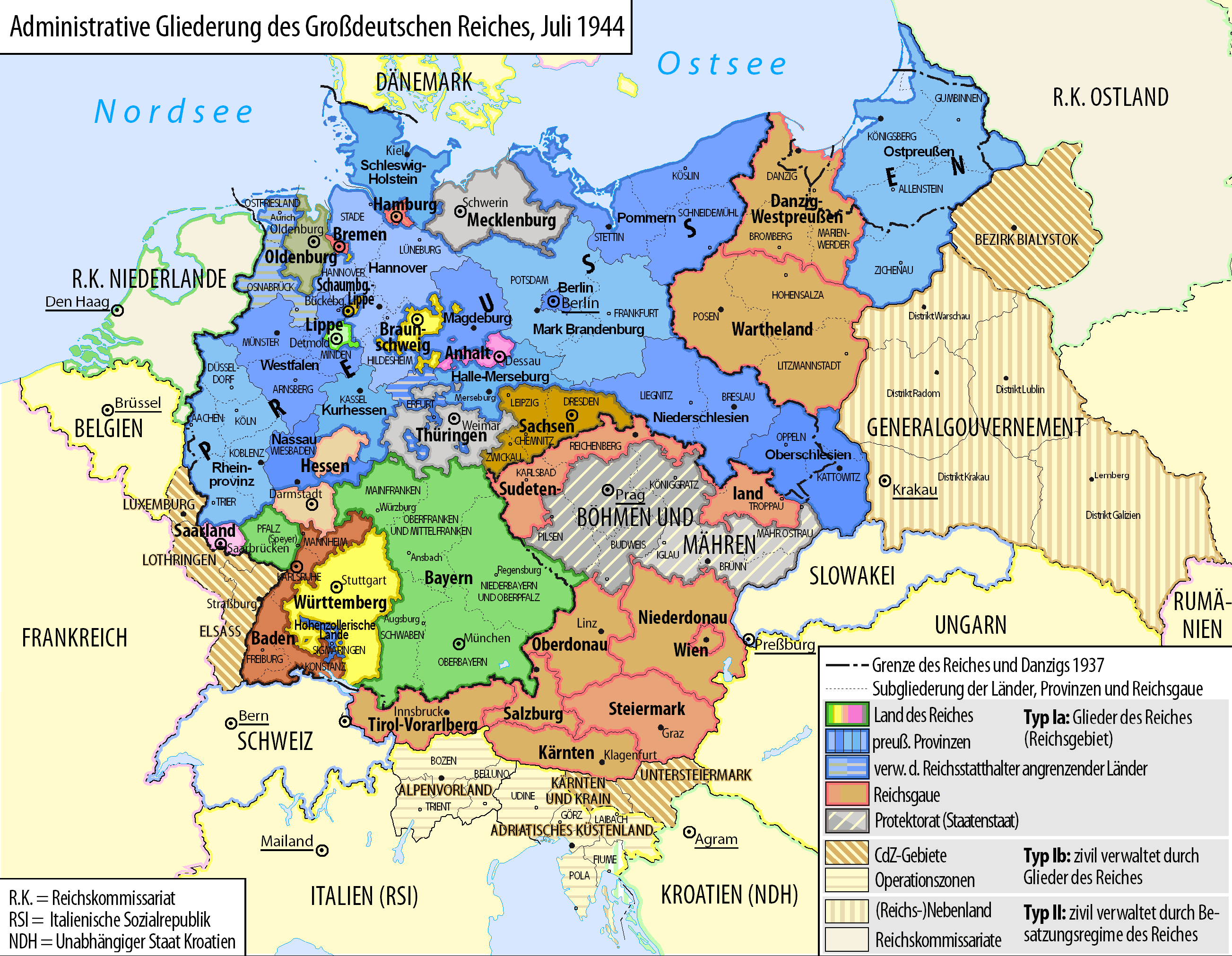
Groot-Duitse Rijk 1944

De soevereine Duitse en Oostenrijkse keizerrijken hadden samen de meeste Duitstaligen onder hun bewind maar werkten wel samen tijdens de Eerste Wereldoorlog. Na het verlies van deze oorlog werd Duitsland een republiek en viel Oostenrijk-Hongarije uit elkaar in nieuwe onafhankelijke staten. De overgebleven rompstaat Oostenrijk was nu vrijwel geheel Duitstalig en kon in principe zich aansluiten bij Duitsland om het Groot-Duitse ideaal te verwezenlijken: een aansluiting van Oostenrijk of de Duitstalige gebieden van Oostenrijk bij Duitsland bleef onder veel Duitsers en Oostenrijkers voortdurend populair, vooral onder liberalen, katholieken (Oostenrijk is voornamelijk katholiek) en sociaaldemocraten. Maar in 1919 verboden de overwinnaars van de 'Grote Oorlog', de westerse mogendheden, echter zo een aansluiting.
Adolf Hitler verwezenlijkte in 1938 met de 'Anschluss' van Oostenrijk bij nazi-Duitsland alsnog het ideaal van de Groot-Duitse richting. Dit werd nog benadrukt door in 1943 de ambtelijke benaming van Duitsland, Duitse Rijk (in het Duits: Deutsches Reich), te veranderen in Groot-Duitse Rijk (Großdeutsches Reich). Officieel is deze verandering echter nooit geworden. Tijdens de Tweede Wereldoorlog bestond er ook een Duitse elite-divisie in de Wehrmacht, genaamd de "Division Großdeutschland".
Dit 'Groot-Duitse Rijk' werd door de geallieerde overwinning in de Tweede Wereldoorlog in 1945 weer ongedaan gemaakt door de heropsplitsing van 'Groot-Duitsland' in een apart Duitsland en Oostenrijk.
Sindsdien zijn groot-Duitse gedachten in Duitsland en Oostenrijk taboe, ofschoon rechtsradicale partijen ze nog steeds propageren. Heden leeft het ideaal alleen nog bij enkele extreemrechtse en neonazistische splinterpartijtjes.

## Gesamtdeutschland
Na 1945 verdeelden de overwinnende mogendheden Duitsland in vier bezettingszones. Verder was de uiteindelijke volkenrechtelijke status van de zogeheten Oostgebieden onduidelijk. Duitsland in zijn geheel werd Gesamtdeutschland genoemd (in tegenstelling tot Großdeutschland met Oostenrijk). Er bestond van 1949 tot 1991 een West-Duits ministerie voor Gesamtdeutsche Fragen, dat in 1969 werd hernoemd in Innerdeutsche Beziehungen, omdat de term gesamtdeutsch in het buitenland vaak verkeerd werd vertaald of begrepen.